# Snake’s Revenge
Snake’s Revenge — компьютерная игра в жанре стелс-экшен, выпущенная компанией Konami для Nintendo Entertainment System в 1990 году. Игра является сиквелом Metal Gear и была разработана специально для рынка Северной Америки и PAL-региона в связи с успехом первой части. Однако Хидэо Кодзима, геймдизайнер оригинальной Metal Gear, не был осведомлен о Snake’s Revenge, и решил разработать свой собственный сиквел для компьютеров MSX 2 после получения информации о создании игры. В результате Metal Gear 2: Solid Snake, который был выпущен эксклюзивно в Японии только через несколько месяцев, был признан официальным сиквелом Metal Gear.

## Игровой процесс
Как и в оригинальном Metal Gear, заданием игрока является проникнуть в крепость врага избегая обнаружения вражескими солдатами или приборами наблюдения. Чтобы выполнить свою миссию, игрок должен собирать разнообразное оружие и экипировку, такое как огнестрельное оружие, взрывчатки и рационы, а также ключ-карты для получения доступа к новым локациям. Если игрок будет обнаружен противником, то начнется фаза тревоги, при которой солдаты будут появляться на экране чтобы атаковать игрока. Игрок должен устранить определённое количество врагов, чтобы продолжить фазу незаметного проникновения в тыл противника, или перейти на другой этаж или локацию. В некоторых случаях, особенно когда вражеский солдат видит игрока и только один восклицательный знак (!) появляется над его головой вместо двух (!!), игрок также может избежать тревоги, уйдя на соседний экран.
Отличием от Metal Gear является тот факт, что игрок теперь начинает игру с боевым ножом и пистолетом в своём вооружении. При обычном виде сверху, кнопка A используется для оружия и взрывчатки, а при нажатии кнопки B игрок может атаковать кулаком или ножом. Нож может использоваться для быстрого убийства большинства врагов на коротком расстоянии. Однако, охранники, убитые ножом во время фазы незаметного проникновения не оставляют никаких предметов, в отличие от солдат, побеждённых кулаками, которые в случайном порядке иногда оставляют еду или патроны. Игрок должен освободить заключённых для получения следующего ранга, как и в оригинальном Metal Gear, и допрашивать вражеских офицеров. Чтобы допросить офицера, игрок должен выбрать Truth Gas и применить одну канистру для каждого офицера чтобы получить необходимую информацию. С увеличением ранга игрока увеличивается максимальное здоровье и грузоподъёмность (наивысший возможный ранг составляет шесть звёзд). Радиопередатчик был упрощен по сравнению с оригинальной Metal Gear, с тремя предустановленными доступными контактами (John, Nick и Jennifer). Радиопередатчик становится недоступен когда игрок поднимает тревогу или дерется с боссом. Теперь он размещен рядом с радаром, который используется для обнаружения игроком союзников всякий раз, когда это необходимо для продвижения в игре.
Snake’s Revenge включает в себя разнообразное количество локаций, таких как джунгли, склад, грузовой корабль и поезд, которые обычно сталкивают игрока с боссами. В дополнение к привычным локациям с видом сверху, игрок также должен пройти ряд локаций с видом сбоку. В таких случаях, игрок может прыгать и уворачиваться как в большинстве играх с подобным ракурсом чтобы избегать ловушек, а также, как и обычно, избегать обнаружения противником. При игре в локациях с видом сбоку, игрок может экипировать только нож или пистолет как главное оружие, также как и ставить пластиковую взрывчатку чтобы взрывать препятствия и использовать рационы для лечения. Некоторые из таких локаций требуют от игрока нырять под воду для прохождения дальше. Если игрок имеет кислородный баллон в своём снаряжении, то он будет использован автоматически чтобы наполнить полоску кислорода, позволяя игроку находиться под водой без получения повреждений. Если полоска кислорода иссякнет и не останется ни одного кислородного баллона, здоровье игрока начнет понижаться.

## Сюжет

### История
Спустя три года после событий оригинального Metal Gear, FOXHOUND узнаёт, что одна враждебная страна из Среднего Востока возможно получила в своё распоряжение чертежи Metal Gear и тайно конструируют новую модель. Лейтенант Солид Снейк, оперативник FOXHOUND, который несёт ответственность за уничтожение Metal Gear, получает приказ провести группу из трёх человек к вражеской базе, включая его самого и двух напарников: Джона Тернера, бывшего агента Военно-морской разведки и профессионала в области скрытого проникновения; и Ника Майера, эксперта по оружию и взрывчатке, бывшего солдата Морской пехоты. Кодовое название «Операция 747».
Снейк проникает на вражескую базу в джунглях с помощью Джона, который в роли приманки позволяет взять себя в плен. Снейк со временем понимает, что враг перевозит их орудия, комплект массово-произведённых танков Metal Gear на грузовом судне. Снейк подрывает склад боеприпасов корабля и сбегает с помощью пилота вертолёта группы пока корабль тонет.
Пилот рассказывает Снейку, что, по словам их двойного агента Дженнифер, у врага есть прототип новой модели Metal Gear 2 на их главной базе. На протяжении своего пути в глубины базы Снейк побеждает самозванца, выдающего себя за Джона, восстанавливая контакт с Ником и в конце концов встречается с Дженнифер, которая обнаруживает, что вражеский командир планирует запустить ядерное оружие по всей Земле. Однако, когда Снейк подходит к логову командира, Ник получает смертельное ранение и умирает, в то время как Дженнифер ловят как шпиона и сажают в плен. Снейк противостоит вражескому командиру, который оказывается кибернетически улучшенный Биг Босс, выживший после предыдущей схватки со Снейком. Снейк побеждает Биг Босса и спасает Дженнифер, которая указывает ему на хранилище, где находится Metal Gear 2. Снейк уничтожает орудие, прежде чем завершился обратный отсчёт.
Впоследствии «Операции 747», Соединённые Штаты Америки провозглашают «День Мирового Спокойствия». Джон Тернер объявлен без вести пропавшим и удалённым из архивов Военно-Морского флота, в то время как Ник Майер награждён тремя посмертными повышениями в звании.

### Руководство
Так же, как и в NES-версии оригинальной Metal Gear, коробка и руководство для Snake’s Revenge содержит альтернативную версию истории, которая противоречит настоящему сюжету игры. Во время её релиза, Konami of America/Ultra Games (издатели игры) имели привычку не воспринимать их игры всерьез. Это отражалось в шутливом тоне их инструкций и руководств, в которых присутствуют некоторые шутки и каламбуры. В то время как игра показывает главным злодеем Биг Босса, который предал Снейка в первом Metal Gear, руководство указывает злодея как «Higharolla Kockamamie» (отсылка к Рухолле Хомейни), восточный деспот, который получил чертежи для его «Ultra-Sheik Nuclear Attack Tank» (название Metal Gear в руководстве) от Vermon CaTaffy (отсылка к Муаммару Каддафи, предполагаемый злодей из оригинальной Metal Gear).

## Производство
Konami создавали Snake’s Revenge сразу после релиза NES-версии Metal Gear, как сиквел, специально направленный на Западный рынок. Хидэо Кодзима, дизайнер оригинальной MSX2-версии Metal Gear, не участвовал в разработке Snake’s Revenge. Согласно словам Кодзимы, один из разработчиков, работающих надо Snake’s Revenge проинформировал его об игре. Потом он попросил Кодзиму разработать настоящий сиквел к Metal Gear. Это вдохновило Кодзиму на руководство разработкой его собственного сиквела, Metal Gear 2: Solid Snake для MSX2, который был выпущен как официальный сиквел к Metal Gear в Японии. Snake’s Revenge был выпущен в Северной Америке и Европе без каких-либо сходств с версией для Famicom. Игра упоминалась в публикациях с альтернативным заголовком Snake’s Revenge: Metal Gear II,, хотя этот заголовок никогда не использовался на обложке или титульном экране игры.
Давая интервью Стивену Кенту в 1999, Кодзима говорил о том, что он наслаждался Snake’s Revenge и считал что она «точно соответствует идее Metal Gear». Хотя Кодзима однажды подметил, что Snake’s Revenge была «чем-то от дерьмовой игры» в течение 2009-го Game Developers Conference, позже, в интервью он сказал Nintendo Power что он не считает её «плохой игрой».